# Химерні бажання
«Химерні бажання» (фр. Les Souhaits ridicules) — казка французького письменника Шарля Перро, який помістив оповідку до збірки «Казки матінки моєї Гуски, або ж історії та оповідки минулих часів з повчальними висновками» (1697). Згідно з класифікацією Аарне–Томпсона, казка належить до групи 750A, де магія викликається, щоб спробувати вирішити ситуацію, але все повертається до вихідної точки.

## Сюжет
Бідному лісорубові вже так набридло рубати дрова, що він почав нарікати на долю, оскільки ще жодна чарівниця не виконала хоч одне з його бажань. Раптом з'являється чарівниця, якій вже набридли його бурчання, і дає йому можливість сказати три бажання, які неодмінно збудуться. Вона, однак, радить йому добре обдумати свої бажання, перш ніж промовити їх вголос. Повернувшись додому, лісоруб розповідає про своє щастя дружині й вони разом вирішують все добре обдумати. Сівши біля вогнища, лісоруб ненароком бажає кров'яних ковбасок і у такий спосіб марнує одне зі своїх бажань. Розлючена дружина починає лаяти його на всі заставки за його дурість і втрачене багатство, поки лісоруб спересердя не бажає, аби та ковбаса приклеїлась їй до носа. У лісоруба залишилось ще одне бажання і він роздумує, як його краще використати. Він питає у дружини, чи вона хоче стати королевою з таким носом, чи бути дружиною лісоруба, проте з гарним носиком. Вона погоджується на останнє і лісоруб промовляє своє третє бажання.«Так він нічого й не одержав і радий був, що хоч гірше не стало.» 